# 昃臣
昃臣爵士，Bt（Sir Thomas Jackson，1841年6月4日—1915年12月21日），英國19世紀末銀行家，曾任香港上海滙豐銀行大班，為該銀行業務發展立下基石。
昃臣爵士曾於1884年至1886年出任定例局非官守議員。現時香港終審法院大樓及香港滙豐總行大廈對出的皇后像廣場，放有一座昃臣爵士銅像，以作紀念。

## 生平

### 早年生涯
昃臣在1841年6月4日出生於愛爾蘭的利特里姆郡卡里加侖（Carrigallen）。祖上幾代在克羅麥里（Crossmaglen）阿爾馬鎮（Armagh town）以南的鄂格（Urker）擁有一座家族宅第和一片農場，而那裡也是昃臣童年時的居所。昃臣的家族信奉長老教會，他的父親名叫大衛·昃臣（David Jackson，1814年2月4日－1899年11月11日），在當地任職教師，而母親則名叫伊萊扎·奧利弗（Eliza Oliver，c.1814年－c.1903年）。
昃臣早年入讀位於都柏林市郊卡索諾科（Castleknock）的摩根學校（Morgan School），後來在1860年投身銀行業，加入愛爾蘭銀行的貝爾法斯特分行，到1864年，昃臣接受了一份為期3年的差事，就是受僱於呵加剌银行（Agra & Masterman's Bank Ltd），前往位於遠東的分行任職文員。

### 香港上海滙豐銀行
昃臣抵達香港以後在呵加喇馬士打文銀行工作，可是不久在1866年，該銀行卻因為全球性金融風暴倒閉。於是昃臣在1866年8月6日轉職到以香港為基地，新創設於1865年3月的香港上海滙豐銀行。
昃臣在香港上海滙豐銀行受到了重用，在第一年，他先被派到漢口擔任代理人，不久又轉到上海分行出任會計員。在上海工作了4年後，昃臣獲公司改派到日本橫濱出任分行經理。橫濱在1861年只居住了約50名英國人，而他上任經理的時候，亦只有約400名僑民居於當地。在橫濱工作了兩年後，公司又在1872年提議讓他到上海分行出任經理。雖然上海分行經理是一份條件優厚的要職，但由於昃臣認為橫濱分行仍需要他而加以拒絕。在橫濱工作期間，滙豐又在大阪增設分行，以配合在當地新開辦鑄幣廠。昃臣於是借此機會向當地的商人發售債券，又著力和鑄幣廠建立友好的關係。
在1874年，昃臣不再於橫濱分行任職。到1876年，他獲委任為總行的代理經理，一年後正式出任司理，這時他才年僅36歲，可見公司對他的辦事能力極為重視。其實，昃臣上任代理經理的時候，香港上海滙豐銀行正受經濟不景等因素所困擾，銀行的淨收入亦僅約100萬元。為了解決銀行不景氣的問題，他於1877年在新加坡開設了香港上海滙豐銀行分行。新加坡自從蘇伊士運河在1869年開通以後，成為了一大貿易樞紐，所以在那裡開設分行為銀行帶來了很大收益。在1884年至1886年，昃臣在香港總商會會員互選下，以滙豐銀行代表的身份當選定例局非官守議員，備受重視。
另一方面，昃臣任內又主動改變以往和渣甸洋行的競爭關係，極力與之建立夥伴關係，以一同合作。為此，昃臣主動邀請渣甸的大班加入滙豐的董事局出任董事。到後來，當清廷和英國合作與建九廣鐵路的時候，渣甸就負責承建，而滙豐則負責提供財政支援。兩者的合作為滙豐帶來很大的利益，甚至有充足的資金去籌建新的總部大樓。
在貨幣政策上，由於清朝當時是以白銀作為貿易貨幣，因此昃臣選擇以極大量的白銀作為香港上海滙豐銀行的儲備。然後以龐大的儲備進行各種的借貸服務。由於他的其他對手都沒有如此豐厚的白銀儲備，所以難以進行競爭。到後來，清廷為了防範俄羅斯和日本，積極推動洋務運動。但建設現代化的軍事需要大筆金錢，於是清廷亦選擇向香港上海滙豐銀行借貸。清廷對滙豐的倚賴，某程度上造就了中英在1898年簽訂《展拓香港界址專條》，租借新界予英國99年。到昃臣擔任司理的晚期，又決定改以英鎊作為貿易貨幣，從而鞏固了港元的實力。
綜合而言，昃臣主掌滙豐的時候，富策略性地儲備白銀，從而使業務大幅增長，結果使他得到了「幸運昃臣」（Lucky Jackson）的稱號。不過，其實昃臣的管治原則也是算審慎的，他任內新設分行的增長率不算高，而管理開支也相較於其他銀行為低。

### 晚年

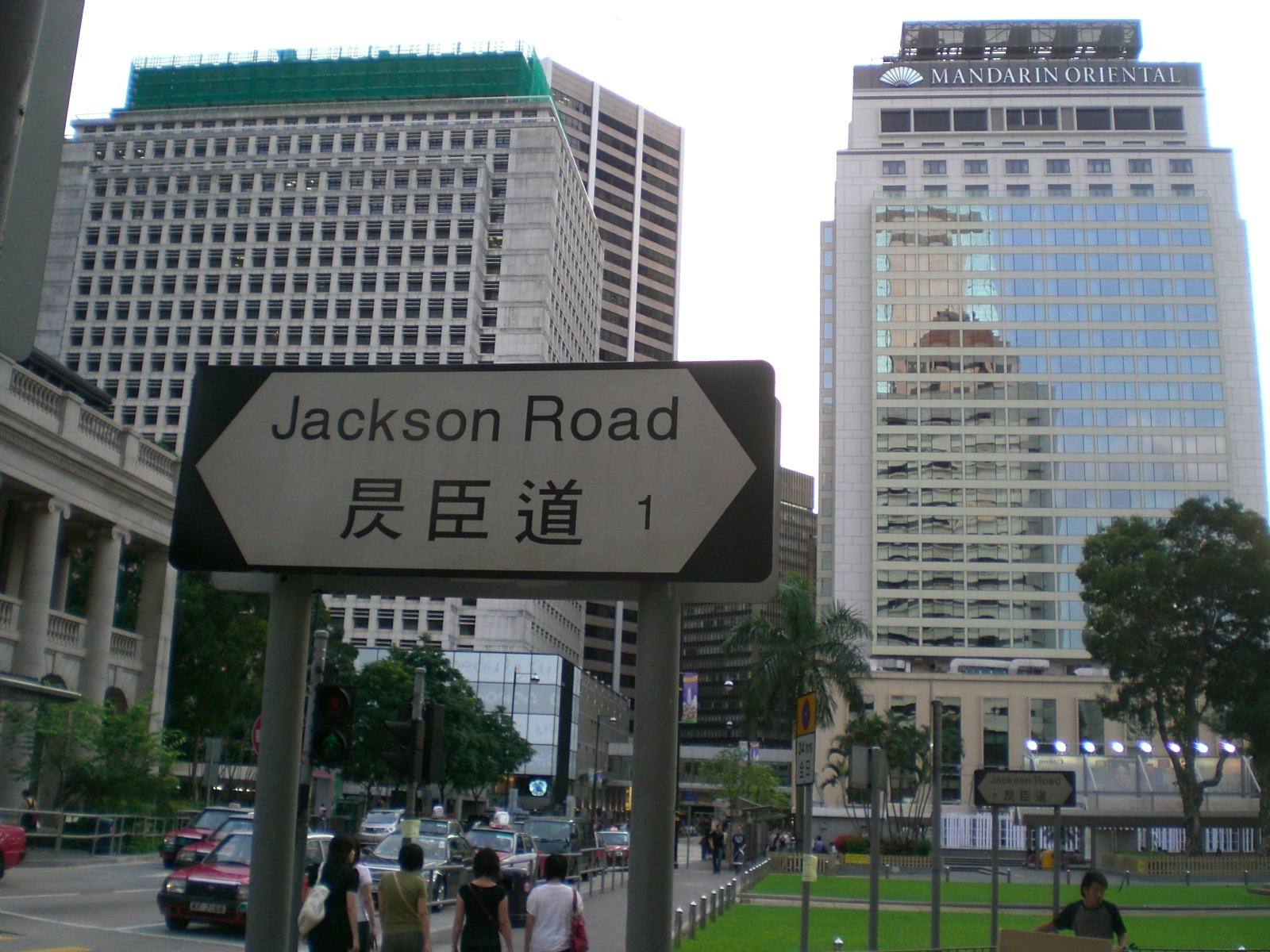
中環昃臣道。

昃臣爵士於1902年5月退休，滙豐為答謝他多年貢獻，特別向他發放高達100,000英鎊的酬金，並且委任他為公司於倫敦的委員會主席，年薪為1,500英鎊。這些酬勞水平相等於英屬印度下，一個邦總督的薪酬。
昃臣爵士晚年退居於英格蘭艾塞克斯郡的斯坦斯特宅第（Stansted House），但仍時常探望愛爾蘭的家鄉。他最後在1915年12月21日卒於倫敦慈愛教堂街（Gracechurch Street）的香港上海滙豐銀行辦事處內，享年74歲，遺體隨後在12月24日在艾塞克斯郡斯坦斯特落葬。

## 家庭
昃臣在1871年9月19日於橫濱迎娶阿米莉亞·莉迪亞·戴爾（Amelia Lydia Dare，c.1851年－1944年4月10日）。戴爾是英格蘭多塞特人士，父親在皇家海軍供職。昃臣和阿米莉亞共有9名子女，分別是：
- 凱思林·麥卡拉·昃臣（Kathleen McCullagh Jackson，1872年7月7日－1959年6月2日，已婚）
- 伊迪絲·布雷德福·昃臣（Edith Bradford Jackson，1873年－1874年9月7日）
- 艾米·奧列弗·昃臣（Amy Oliver Jackson，1874年5月27日－c.1962年，已婚）
- 托馬斯·戴爾·昃臣（Thomas Dare Jackson，1876年6月14日－1954年2月7日，已婚）
- 伯翠斯·米妮·舒莉芙·昃臣（Beatrice Minnie Shrieve Jackson，1879年12月19日－不早於1952年，已婚）
- 喬治·朱利斯·昃臣（George Julius Jackson，1883年6月4日－1956年2月21日，已婚）
- 桃樂絲·聖菲利克斯·昃臣（Dorothy St. Felix Jackson，1887年7月26日－c.1964年）
- 華特·大衛·羅素·昃臣（Walter David Russell，1890年3月8日－1956年12月15日，已婚）
- 克勞德·斯圖亞特·昃臣（Claude Stewart Jackson，1892年1月30日－1917年10月9日，已婚）

## 榮譽

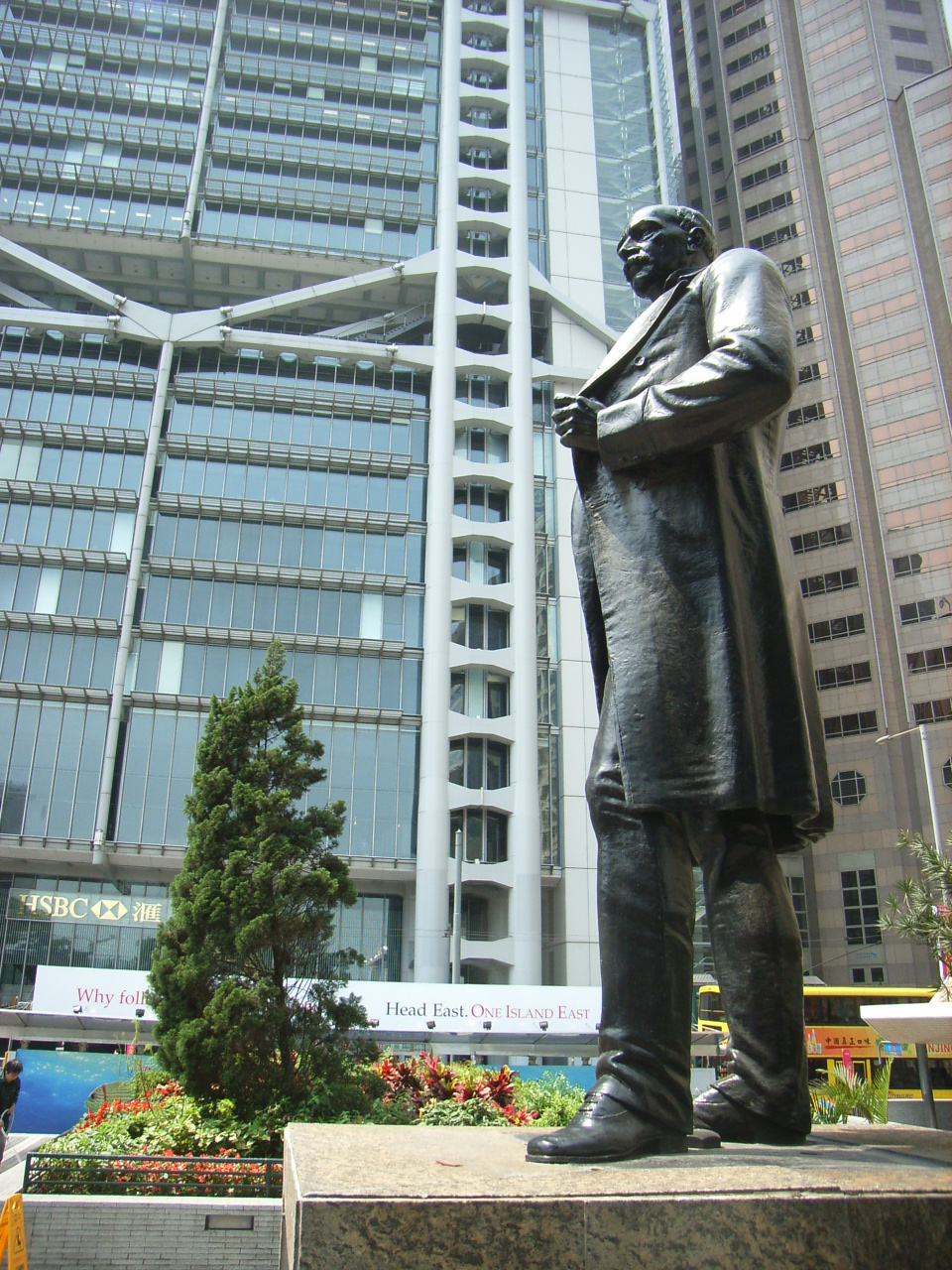
香港滙豐銀行總行大廈正門對出的皇后像廣場至今仍置有一座昃臣爵士銅像。

- Kt.（1899年7月8日）
- Bt（1902年8月4日）

### 以他命名的事物
- 昃臣道，位於香港島中環香港會所大廈的西邊門之前，北段是香港終審法院大樓的停車場及入口。
- 昃臣銅像，位於中環的滙豐總行大廈正門前的皇后像廣場。銅像於1906年2月24日豎立，第二次世界大戰時曾被日軍奪取，運往橫濱，並準備將之熔掉。幸好銅像最後因日本投降而幸免於難，獲運回香港。現今該像是皇后像廣場內唯一仍擺放的銅像。

## 外部連結
- THE SILVER BOWL

| 前任者： 新創設 | 艾塞克斯郡斯坦斯特的昃臣從男爵 1902年–1915年 | 繼任者： 托馬斯·戴爾·昃臣 |